# カールトン・モリス
カールトン・モリス（Carlton Morris、1995年12月16日 - ）は、イングランド・ケンブリッジ出身のサッカー選手。プレミアリーグ・ルートン・タウンFC所属。ポジションはフォワード（FW）。

## 経歴
ノリッジ・シティFCの下部組織出身で、2013年12月にトップチームに昇格した。
2014年8月4日、オックスフォード・ユナイテッドFCに翌年1月まで期限付き移籍した。しかし10月23日にノリッジに呼び戻された。
2015年7月15日、ハミルトン・アカデミカルFCに半年間の期限付き移籍をした。のちに、シーズン終了まで期間を伸ばした。
2017年1月31日、ロザラム・ユナイテッドFCに期限付き移籍した。
2020-21シーズンにはバーンズリーFCと2年半契約を結び完全移籍した。
2022年7月6日、ルートン・タウンFCに130万ポンドで加入した。同シーズンはリーグ戦20得点を挙げ、ルートンのプレミアリーグ初昇格に貢献した。